# Фервју Лајнс (Охајо)
Фервју Лајнс (енгл. Fairview Lanes) град је у америчкој савезној држави Охајо.

## Демографија
По попису из 2000. године број становника је 1.015.
| Група             | 2000.       | 2010.    |
| Белци             | 997 (98,2%) | 0 (0,0%) |
| Афроамериканци    | 6 (0,6%)    | 0 (0,0%) |
| Азијати           | 2 (0,2%)    | 0 (0,0%) |
| Хиспаноамериканци | 12 (1,2%)   | 0 (0,0%) |
| Укупно            | 1.015       | 0        |